# 한기호 (1937년)
한기호(韓基昊, 1937년 11월 30일 ~ )는 대한민국의 언론인, 기업가, 사회기관단체인이다. 본관은 청주(淸州)이며 서울 출생이다.

## 생애

### 주요 경력
- 1960년 한국일보 기자(1962년 퇴임)
- 1962년 코리아타임즈 기자(1964년 퇴임)
- 1964년 TBC 동양방송 시사제작PD(1965년 퇴임)
- 1965년 서울신문 기자(1981년 퇴임)
- 1981년 주간 코리아 쉬퍼스 저널 발행위원장(1991년 퇴임)
- 1988년 운송신문 사장 겸 발행위원장(1991년 운송신문 발행위원장에서 퇴임)
- 1991년 운송신문 사장
- 1992년 사단법인 고요한 소리 이사장
- 1995년 한국전문신문협회 회장(1998년 퇴임)
- 1997년 한국광고자율심의기구 이사(2001년 퇴임)
- 1997년 한국간행물윤리위원회 감사(2000년 퇴임)
- 1998년 한국전문신문협회 회장(2001년 퇴임)
- 2000년 한국간행물윤리위원회 위원(2002년 퇴임)
- 2001년 한국전문신문협회 고문
- 2002년 서강대학교 초빙교수(2002년 퇴임).

## 한기호를 연기한 배우

### TV 드라마
- 홍일권 - 《지금도 마로니에는》(2005년, EBS 한국교육방송공사)